# .xxx
.xxx è un dominio di primo livello generico introdotto nel 2011.

## Storia
Il dominio è stato richiesto nel 2000 dalla società canadese ICM Registry, insieme al dominio .kids. La proposta fu rifiutata dall'ICANN evidenziando come «contenuti per adulti sono facilmente disponibili su Internet» ed opponendosi alla segregazione della pornografia anche per mancanza di un meccanismo per la migrazione da un dominio già esistente.
Negli anni 2000 continuarono gli sforzi nel tentativo di introdurre il dominio, anche tramite disegno di legge, nonostante le critiche degli esperti, tra cui Tim Berners-Lee.
Nel 2010 è stata approvata la creazione del dominio .xxx.

## Domain squatting
Alcuni domini .xxx sono stati oggetto di cybersquatting, tra cui vatican.xxx, richardbranson.xxx e popebenedict.xxx.